# Papilys
Papilys è una città del distretto di Biržai della contea di Panevėžys, a metà strada tra Biržai e Pandėlys, nel nord-est della Lituania. Secondo un censimento del 2011, la popolazione ammonta a 236 abitanti.
Costituisce il centro più popoloso dell’omonima seniūnija.
Famosa è la chiesa cittadina dedicata all'Immacolata Concezione (1936), la chiesa protestante (1595): gli altri edifici cittadini più importanti sono la scuola elementare, la biblioteca e l’ufficio postale (LT-41012).

## Storia

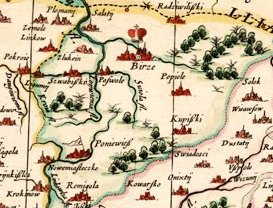
Papilys (Popiele) raffigurata in un frammento della mappa del 1613 di M. K. Radvilos intitolata Magnus Ducatus Lithuaniae

La città di Papilys è menzionata per la prima volta nel 1541, quando la famiglia Radziwiłł costruirono un proprio edificio sulla collina di Zomkelis, noto maniero di Papilys (in lituano Papilio dvaras).
In precedenza, l'area era coperta da foreste e paludi, ma quando vi giunsero i Radziwiłł, l’area era abitata già da alcune comunità, come testimoniato dal tumulo sopravvissuto. Secondo alcune fonti, il villaggio era chiamato Šakinava. Nel 1613, la mappa di M. K. Radziwiłł testimonia la presenza di un’area verde vicino a Papilys chiamata la Grande Foresta, presso l'attuale foresta di Biržai (Biržų girios), e di una palude. Sono state ritrovate asce in pietra, le quali indicano la presenza della comunità precedente cui si faceva prima riferimento.
I Radziwiłł si convertirono al protestantesimo nel 1595 circa: a questo evento seguì la costruzione della prima chiesa evangelica-riformata. Il campanile della chiesa cattolica della Vergine Maria invece costituisce un raro esempio di edificio religioso il quale presenta due torri, evento assai raro nei centri minori della Lituania.
Janusz Radziwiłł, figlio di Kristupas Radvila Jaunasis, nacque proprio nel maniero di Papilys. I principi fondarono anche una scuola, attiva per diverse centinaia di anni alternata a brevi pause.
Una volta abbattuta parte delle foreste e selezionati dei campi da coltivare, la famiglia polacca si trasferì da Papilys a Biržai. Successivamente, Papilys iniziò gradualmente a declinare e il suo maniero, assieme ad alcune costruzioni immediatamente adiacenti, subì addirittura un crollo.
Tra il XVII-XVIII secolo, la controriforma a cui diversi abitanti avevano precedentemente assistito con entusiasmo, scatenò un feroce confronto religioso locale. Nel 1736, con la decisione del Sejm (parlamento) della Confederazione polacco-lituana proibì ai protestanti di vivere nella regione di Biržai: tra i centri colpiti dal provvedimento, rientrava anche Papilys. Le proteste che si scatenarono furono veementi, ma si arrestarono poi gradualmente nel corso dei decenni successivi.
Nel XVIII secolo, Papilys fu ceduta alla famiglia polacca dei Kościałkowski.

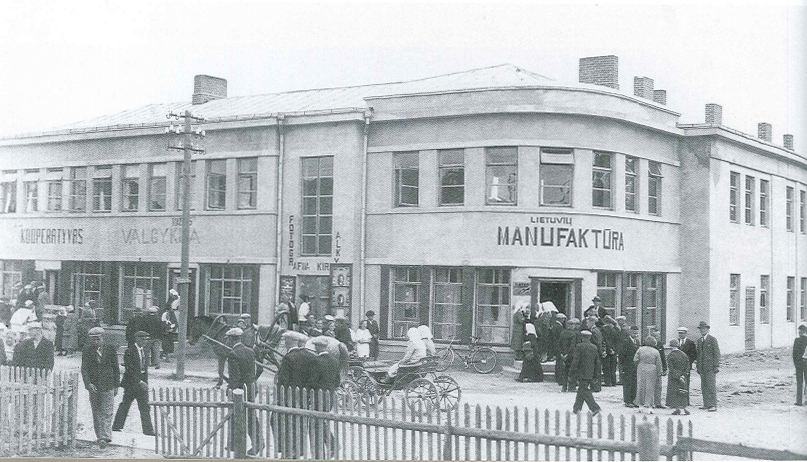
Viale principale di Papilys negli anni Quaranta del XX secolo

Dal 1764 al 1832, è stato attivo un monastero dei frati penitenti.
Durante il periodo tra le due guerre nel XX secolo (1923), Papilys contava, secondo una stima del tempo, più di 7.000 abitanti.
In epoca sovietica, l'insediamento divenne sede di fattorie collettive.
Il Decreto presidenziale n. 1K-14 del 21 luglio 2014, ha reso lo stemma attuale di Papilys quello ufficiale..